# Animation World Network
Animation World Network (AWN) — издательская группа, специализирующаяся на ресурсах для мультипликаторов и управляющая веб-сайтом, публикующим новости, статьи и ссылки для профессиональных мультипликаторов и любителей мультипликации. В частности, AWN охватывает независимое распространение фильмов, деятельность крупных мультипликационных студий, лицензирование, компьютерную графику и другие технологии, а также текущие события во всех областях мультипликации.
Также группа выпускает печатные журналы «Animation World» и «VFX World».

## История
В 1995 году Рон Даймонд стал партнёром Дэна Сарто и вместе с ним основал сайт Animation World Network. Через год после премьеры «Истории игрушек» Сарто и Даймонд выпустили свой первый выпуск. «В то время не так много людей публиковались в Интернете, но мы решили выйти в Интернет и полностью отказаться от печати; не только из соображений экономии, но и потому, что аниматоры всегда впереди планеты всей, когда дело доходит до изучения новых технологий», — отметил Рон Даймонд.